# Dave Kunst
Dave Kunst, Američan, * 6. julij 1939, Caledonia, Minnesota, ZDA.
Kunst je kot prvi peš prehodil Zemljo.

## Pohod okoli sveta
Svoj pohod je začel 20. junija 1970 v Waseci v Minnesoti ter končal 5. oktobra 1974. Na pohod se je odpravil s svojim bratom Johnom, ki pa je oktobra 1972 umrl v strelnem napadu v Afganistanu. Tudi Dave je bil v tem napadu ustreljen, a je preživel. 